# Tamazula de Gordiano
Tamazula de Gordiano – miasto w Meksyku, w stanie Jalisco.